# Marino Morosini (conte di Ossero)

Stemma Morosini

Marino Morosini (... – 1301) è stato un nobiluomo italiano, conte di Ossero dal 1280 alla morte.

## Biografia
Nacque da Angelo Morosini, residente nella parrocchia veneziana di Santa Maria Formosa, in data imprecisata.
La prima notizia sul suo conto risale al marzo del 1280, quando fu nominato conte di Ossero sull'isola di Cherso, giurisdizione che comprendeva anche alcune località veneziane. Nell'occasione si impegnò a rispettare alcuni obblighi nei confronti della patria, tra cui il mantenimento di dieci servitori armati con un «sufficiente socio» (forse un delegato per l'esecuzione dei giudizi), la residenza nel feudo per almeno otto mesi all'anno e il versamento al doge e al Comune di una regalia annuale di 700 lire.
Il 5 ottobre 1283 risulta ancora detentore la carica: in quel giorno fu ratificata una convenzione tra il Morosini e gli abitanti dell'isola, raggiunta grazie alla negoziazione di Michele Doro e Marco Bembo. Secondo gli accordi, il conte poteva riscuotere dalle condanne non più di 800 lire di rendite; altre 700 venivano confermate al doge e le restanti erano destinate al Comune. Gli abitanti dovevano adempire ad alcuni obblighi verso il feudatario, in particolare assicurargli una certa quantità di carne durante i viaggi nell'isola, un orto a Cherso paese e il corrispettivo in denaro delle galline per l'anno corrente. Dal canto suo, il conte rinunciava alle angherie dovute nei trasporti da e per Venezia.
Bisognerà aspettare il 5 gennaio del 1301 per avere una nuova sicura notizia sul Morosini: in quella data redasse un documento in cui dichiarava che il Comune di Ossero aveva dato quanto pattuito per il suo stipendio e per le regalie al doge (tranne quella di San Pietro) fino al giorno di san Michele. Dalla stessa fonte sappiamo che Morosini era gravemente malato, per cui dovrebbe essere spirato di lì a poco, anche se le fonti datano al 1304 la sua morte.
Va aggiunto che 12 marzo 1301 Federico III di Sicilia ordinò di far processare alcuni sudditi che avevano attaccato una nave del Morosini di ritorno dalla Siria. Privo di fondamento quanti riferito da Girolamo Alessandro Cappellari Vivaro il quale sostenne che tra il 1322 e il 1335 ricoprì alcune importanti cariche fra cui quelle di conte di Traù, procuratore di San Marco e ambasciatore presso papa Giovanni XXII.
Alla sua morte gli abitanti chiesero e ottennero dalla Serenissima che la carica di conte non fosse più a vita, ma che venisse rinnovata ogni due anni. Gli succedette, nel 1304, Andrea Doro.